# Galium diploprion
Galium diploprion är en måreväxtart som beskrevs av Pierre Edmond Boissier och Rudolph Friedrich Hohenacker. Galium diploprion ingår i släktet måror, och familjen måreväxter.
Artens utbredningsområde är Iran. Inga underarter finns listade i Catalogue of Life.